# Arkadia (jeu)
Pour les articles homonymes, voir Arkadia.
Arkadia était un jeu de rôle grandeur nature médiéval qui est situé sur le domaine Terra Corvus, à Saint-Barthélemy, au Québec (Canada). Ce terrain regroupe d'autres grandeurs natures, tel Avalon.
Le concept de cette activité fut abandonné pour laisser place au tout nouveau concept: Arkadiamedieval ou Arkadia Grandeur Nature, qui est maintenant la propriété d'Arkadiamédiéval Inc.
Il était également connu sous les noms suivants : Arkadia Grandeur Nature, Arkadia : Les portes du temps et Arkadiamedieval.
Arkadiamedieval est désormais un regroupement de personnes qui pratiquent des activités médiévales théâtrales interactives.
Il ne se qualifie pas de festival, ni d'une activité de grandeur nature, mais plutôt d'événement immersif.

## Historique de l'organisation
Originellement mis sur pied par Carl Jacques, le jeu médiéval Arkadia grandeur nature a connu plusieurs étapes d'évolutions.
L'ancêtre d'Arkadia Grandeur Nature était nommé La Légende de Malcroix en 1995. Les récits et les aventures de La Légende de Malcroix étaient dans un concept basé sur la légende arthurienne, du roi Arthur et de Mordred.
Deux ans plus tard, les aventures continuèrent sur un autre terrain sous le nom de Gothera, qui continuait le concept de La Légende de Malcroix, mais à plus grande échelle. Plus tard, des différends ont amené Carl à abandonner l'activité nommée Gothera.
Un an plus tard, Arkadia, prit forme. Les premières aventures avaient lieu sur des terrains loués, peu aménagés mais assez grands. Plusieurs amateurs de jeux de rôles y prirent de l'intérêt pour le grandeur nature.
Dominic Brien se joignit à l'aventure et fut un membre clef dans l'organisation du grandeur nature Arkadia Grandeur Nature. Grâce à lui, la structure des terres fictives de la géopolitique a pris de l'ampleur et une importance notable au sein de l'organisation. On pouvait compter aussi sur Dominic pour ses talents d'armurier et d'écrivain hors pair qui menèrent à plusieurs aventures intéressantes.
Arkadia Grandeur Nature prit de l'ampleur en s'installant sur le terrain de L'Atelier du Loisir. Plusieurs joueurs quittèrent l'activité au moment de ce changement, mais au fil des années, le nombre de joueurs augmenta considérablement.
En 2003, Dominic Brien décida de quitter Arkadia pour des raisons personnelles. Alexandre Séguin prit le flambeau et su apporter une approche professionnelle pour le développement de l'activité. Dominic revint comme animateur de temps à autre pour aider ses amis, Carl et Alexandre.
En 2004, Dominic décède. Carl et Alexandre promirent à Dominic de continuer son rêve et c'est ce qu'ils ont fait jusqu'à aujourd'hui.
En 2011, Alexandre quitta l'équipe pour des raisons familiales et personnelles.
Carl Jacques se rendit ensuite compte que les droits d'auteurs sur le produit nommé Arkadia avaient été enregistrés en 2006. Il décida donc en 2012 de changer le système de règles ainsi que le nom officiel de l'activité, soit Arkadiamédiéval, en l'honneur du site web qui lui appartenait personnellement depuis le début.
Arkadia Grandeur Nature fut donc enregistré aux droits d'auteurs afin de rendre le nom officiel et la compagnie Arkadiamédiéval Inc. fut créée.
En 2012, Carl Jacques utilisa des nouveaux règlements et l'ancien concept nommé Arkadia fut abandonné, en respect des lois sur les droits d'auteurs.
Le site web demeure la propriété personnelle de Carl Jacques, tandis que tous les droits que constitue son œuvre littéraire et dramatique furent transférés au nom de la compagnie Arkadiamédiéval Inc.
Arkadiamédiéval , Arkadiamedieval et Arkadia Grandeur Nature étaient jadis les noms officiels de la nouvelle activité.
En 2014, Arkadiamédiéval se classa désormais comme événement immersif et comme un jeu de rôle immersif.
2020:
Toute classification ou mention du terme grandeur nature fut abandonnée par la compagnie Arkadiamédiéval inc. car cette compagnie voulut se dissocier de la catégorie des festivals et aussi limiter son nombre de participants.

## Informations complémentaires
À Arkadiamedieval, la magie n'est pas dominante et il n'y a pas de niveaux d'expérience. Le système de jeu est basé sur des compétences acquises et sur le talent réel du joueur à pouvoir les utiliser au bon moment.
À Arkadiamedieval, les objets magiques ne sont pas faciles à créer ou à obtenir et nous sommes très sévères sur l'aspect décorum des costumes de chaque participant.
Ce qui nous diffères de plusieurs autres activités du même genre c'est que nous ne faisons pas de passe-droits ou de favoritisme. Chaque joueur doit mériter ce qu'il possède et plus encore, chaque joueur doit apprendre à vivre avec les conséquences de ses gestes.
Les scénarios d'Arkadiamedieval évoluent selon les actions des joueurs. Chaque joueur peut influencer l'histoire et le déroulement du jeu par ses gestes.
Quelles que soient les répercussions, bonnes ou moins bonnes, les animateurs et les organisateurs s'efforcent à ce que le jeu continue d'évoluer dans cette atmosphère sombre, gothique et médiévale qu'ils ont voulu recréer.
À Arkadiamedieval, le but des organisateurs et des animateurs est d'animer, donner du plaisir et de rendre l'expérience mémorable à chacun de ses participants.

## Histoire du jeu
Perdu parmi nos époques se trouve un monde parallèle au nôtre, nommé Arkadia. Ce monde fut jadis le lieu de naissance de tous les dieux et de la magie elle-même, enfants d’Obéron et Titania. Les dieux, voulant se faire vénérer par le peuple du bas-monde, quittèrent Arkadia pour ce dernier.
Au fil des siècles, un dieu parvint à supplanter les autres et il enseigna à ses adeptes qu'il était le dieu unique et que la magie était l’œuvre du mal; son culte s’élargit sans cesse, s’accaparant de plus en plus de fidèles des autres religions. Les divinités d’Arkadia, se rendant compte qu'elles n'avaient plus leur pouvoir sur le bas-monde décidèrent de retourner en leur terre natale. Mais, hélas, leurs parents, Obéron et Titania, avaient mis au monde d'autres dieux et ces derniers ne voulurent point céder la place à leurs aînés. Une immense guerre éclata entre les aînés et les cadets, guerre de laquelle nul ne sortit vivant. Toutefois, dans les terres d’Arkadia, certains peuples survécurent aux batailles divines. Ces derniers étaient les gens natifs de ce monde, soit les Elfes, les Nains, les Orques et quelques monstres. Ces diverses peuplades se répandirent sur les terres formant ainsi plusieurs régions prospères. Les Orques essayèrent de conquérir les Elfes et les Nains, mais ceux-ci firent alliance et repoussèrent l’ennemi dans la région de Lazaroth. Par la suite, ils consolidèrent leurs défenses, afin d’éviter d’autres invasions.
Mais la paix nouvelle n’était qu’illusoire, car la mort des dieux, à la suite de leur guerre sanglante, avait libéré de puissantes vagues d'énergie magique, qui créèrent de multiples brèches interdimensionnelles entre le bas-monde et celui d'Arkadia. Ces déchirures formèrent des portails dans plusieurs époques du bas-monde, ouvrant des passages depuis la préhistoire jusqu’à la Renaissance. Les vents et croyances magiques ayant presque disparu dans les époques plus modernes, les portails ne purent y apparaître. C’est ainsi que plusieurs Humains, natifs du bas-monde, trouvèrent les différents portails et apparurent dans plusieurs régions du monde d'Arkadia. Cette espèce, ayant une croissance plus rapide que les races natives d'Arkadia, se répandit à une vitesse épidémique dans une grande partie du continent. Un dénommé Athor, étant un maître de guerre et un politicien hors pair, réussit à lever une armée d'une puissance inégalée et, avec elle, il envahit la majorité des régions Arkadiennes et se nomma Empereur après avoir conquis presque tout le centre du continent.
L'Empereur Athor instaura dans son territoire un système économique et commercial d'une si grande importance que les royaumes voisins durent adopter la monnaie impériale. L'Empire occupa en très peu de temps une place centrale dans le commerce, faisant tout aussi rapidement naître le conflit entre les peuples lui étant loyaux et ceux qui s'opposant à son règne. Les guerres pour la possession de territoire devinrent monnaie courante et, grâce au commerce et à la production d'effectifs militaires, l'Empire remplit considérablement ses coffres et agrandit ainsi son armée, déjà considérée invincible. Cette puissance monétaire et militaire lui assura une place de prédilection au sein des différents royaumes d’Arkadia. La province centrale de l'Empire fut nommée Gothera et les Gothérois furent dès lors reconnus comme étant le peuple prédominant du monde d'Arkadia.

## www.arkadiamedieval.com